# Mechanicsburg Township
Pour les articles homonymes, voir Mechanicsburg.
Mechanicsburg Township est un township du comté de Sangamon dans l'Illinois, aux États-Unis,. En 2010, le township comptait une population de 2 293 habitants.

## Source de la traduction
- (en) Cet article est partiellement ou en totalité issu de l’article de Wikipédia en anglais intitulé « Mechanicsburg Township, Sangamon County, Illinois » (voir la liste des auteurs).